# 南湖街道 (麻城市)
南湖街道，是中华人民共和国湖北省黄冈市麻城市下辖的一个乡镇级行政单位。

## 行政区划
南湖街道下辖以下地区：
万家堰社区、关厢社区、五里墩社区、十里铺村、冯家墩村、谌家园村、邹家咀村、清水塘村、聂家榨村、十字凉亭村、环固湾村、周家水寨村、夹沙洲村、熊家岗村、邹家牌楼村、枫布湾村、闵家集村、倚霞村、雨阴河村、闵家大塘村、塘西湾村、草鞋店村、万家铺村、石马槽村、枫香畈村、旬宣湾村、永丰村、凌家湾村、官塘村、熊家垅村、海螺湖村和白鸭山村。